# Sărulești (Călărași)
Săruleşti é uma comuna romena localizada no distrito de Călăraşi, na região de Muntênia. A comuna possui uma área de 73.86 km² e sua população era de 3127 habitantes segundo o censo de 2007.